# Groten
Met groten (soms ook rijksgroten genoemd) wordt in de geschiedenis de (zeer heterogene) leidende bevolkingslaag van een rijk, een vorstendom of een sociale groep bedoeld, vooral als deze niet duidelijk is gedefinieerd. 
De term wordt met name vaak toegepast om de toplaag aan te duiden in rijken uit de vroege en hoge middeleeuwen, waarvan de interne structuur nog niet volledig was gevestigd of niet in detail is overgeleverd. In de middeleeuwse bronnen zijn er verschillende Latijnse termen voor leden van de adel, die bekend staan als nobiles, potentes, proceres en optimates. In de moderne mediëvistiek wordt de term "groten" in het algemeen gebruikt om te verwijzen naar de leidende wereldse en geestelijke topklasse.
In het Oost-Frankische Rijk en het vroege Heilige Roomse Rijk verkozen de groten de koning en hadden zij invloed op,zijn machtsuitoefening als adviseurs, bondgenoten en in uitvoerende organen. In deze context was de heerschappij aanvankelijk gebaseerd op een persoonlijke en niet op een institutionele basis. De koning en de groten van het rijk hadden een wederzijdse politieke relatie, waarbij rang en reputatie belangrijk waren. De groten in de directe omgeving van de koning kregen bijzondere invloed, waarbij het tot stand komen van consensus een belangrijke factor was (consensuele heerschappij). Met de bindende regeling van het verkiezingsproces door de Gouden Bul en de vorming van rechtbanken en ambtenarenstructuren verdween het belang van deze groten, hoewel invloedrijke vorsten een belangrijke rol bleven spelen in de keizerlijke politiek. Voor de late middeleeuwen spreekt men van de geestelijke en wereldlijke Rijksvorsten. 